# Oblast Rjazan
De oblast Rjazan (Russisch: Рязанская область, Rjazanskaja oblast) is een oblast (bestuurlijke eenheid) van Rusland. De oblast ligt ten zuidoosten van Moskou, heeft een oppervlakte van 39.800 km² en een bevolking van circa 1,2 miljoen mensen. Hoofdstad is de gelijknamige stad Rjazan, met iets meer dan 500.000 inwoners verreweg de grootste stad in de regio.
De oblast ligt in de Oost-Europese vlakte, om preciezer te zijn in het Oka-Don-stroomgebied. Belangrijkste rivier is de Oka, die het gebied van west naar oost doorsnijdt. Met uitzondering van de hoofdstad is de landbouw in de hele regio de belangrijkste bron van inkomsten.
De geschiedenis van het vorstendom Rjazan gaat terug tot in de 10e eeuw. Door zijn ligging aan de rand van door Russen gekoloniseerd gebied raakte het gebied steeds weer betrokken bij oorlogen. Het ontkwam ook niet aan de Mongolen-invasie van 1237. Het vorstendom kon lang weerstand bieden tegen Moskou, maar kwam in 1521 uiteindelijk toch onder Russisch gezag.

## Demografie
| 1897      | 1926      | 1939      | 1959      | 1970      | 1979      | 1989      | 2002      |
| --------- | --------- | --------- | --------- | --------- | --------- | --------- | --------- |
| 1.802.196 | 2.428.914 | 2.267.908 | 1.444.755 | 1.411.590 | 1.365.780 | 1.347.754 | 1.227.910 |

## Districten
Het oblast Rjazan is naast de steden Kasimov (K), Rjazan (R), Sasovo (S) en Skopin (Z) verder onderverdeeld in 25 districten:
1. Aleksandro-Nevski
2. Jermisjinski
3. Kadomski
4. Kasimovski
5. Klepikovski
6. Korablinski
7. Michajlovski
8. Miloslavski
9. Oecholovski
10. Pitelinski
11. Poetjatinski
12. Pronski
13. Rjazanski
14. Rjazjski
15. Rybnovski
16. Sapozjkovski
17. Sarajevski
18. Sasovski
19. Sjatski
20. Sjilovski
21. Skopinski
22. Spasski
23. Starozjilovski
24. Tsjoesjkovski
25. Zacharovski